# Gerardo Maximiliano Gómez
Gerardo Maximiliano Gómez (Rosario, Santa Fe, 3 de enero de 1988) es un futbolista argentino nacionalizado boliviano. Juega como centrocampista.

## Trayectoria

### Inferiores
Maxi Gómez se formó en las inferiores de Rosario Central.

### Chaco For Ever
En 2015 se convirtió en refuerzo de Chaco For Ever.

### Juventud Antoniana
En 2017 fue fichado por Juventud Antoniana.

### Carrera en Bolivia
En 2018 reforzó al Real Potosí de la Primera División, siendo una de las figuras del equipo lila. En 2021 fue confirmado como refuerzo de Atlético Palmaflor para jugar la Copa Sudamericana 2021.

## Clubes
| Club                                         | País      | Año         |
| -------------------------------------------- | --------- | ----------- |
| Huracán                                      | Argentina | 2009 - 2011 |
| Tiro Federal                                 | Argentina | 2011 - 2012 |
| Gimnasia y Tiro                              | Argentina | 2012        |
| Gimnasia y Esgrima de Concepción del Uruguay | Argentina | 2013 - 2014 |
| Sportivo Belgrano                            | Argentina | 2014 - 2015 |
| Chaco For Ever                               | Argentina | 2015        |
| Gimnasia y Esgrima de Concepción del Uruguay | Argentina | 2016 - 2017 |
| Juventud Antoniana                           | Argentina | 2017        |
| Real Potosí                                  | Bolivia   | 2018 - 2020 |
| Palmaflor                                    | Bolivia   | 2021 - 2022 |
| Aurora                                       | Bolivia   | 2022 - 2023 |
| Guabirá                                      | Bolivia   | 2023        |
| Real Potosí                                  | Bolivia   | 2024 -      |